# Жичин
Жичин (пол. Życzyn) — село в Польщі, у гміні Троянув Ґарволінського повіту Мазовецького воєводства. Населення — 340 особи (2021).
У 1975–1998 роках село належало до Седлецького воєводства.

## Демографія
Демографічна структура станом на 31 березня 2011 року:
|          | Загалом | Допрацездатний вік | Працездатний вік | Постпрацездатний вік |
| -------- | ------- | ------------------ | ---------------- | -------------------- |
| Чоловіки | 193     | 34                 | 143              | 16                   |
| Жінки    | 209     | 40                 | 119              | 50                   |
| Разом    | 402     | 74                 | 262              | 66                   |